# Juventudes Navarras
Juventudes Navarras (JJ.NN.) es la organización juvenil de la Unión del Pueblo Navarro, partido que representa la centro-derecha regionalista en Navarra (España). Se define como Asociación de jóvenes comprometidos con la identidad foral de Navarra y con el desarrollo integral de su juventud. 
Fueron constituidas en el año 1984 en Olite. En la actualidad más de 30 miembros de la asociación forman parte de diversas instituciones municipales y forales en el ámbito de Navarra.
Algunos de los políticos que han pasado por ella son: Alberto Catalán, Presidente del Parlamento de Navarra; Santiago Cervera y Carlos Salvador, diputados por Navarra; Juan Luis S. de Muniáin, consejero y portavoz del gobierno de Navarra; Ana Elizalde, concejal y teniente alcalde del Ayuntamiento de Pamplona; Fermín Alonso, edil también en Pamplona; parlamentarios autonómicos como Ramón Casado y Carlos García Adanero, portavoz del grupo parlamentario de UPN en el Parlamento de Navarra.
Su presidente desde 2006 fue el parlamentario foral Sergio Sayas. Marta Sola ocupaba la secretaría general y Arturo Pérez era secretario de organización. El comité ejecutivo de la asociación suele estar formado por unos quince miembros elegidos en congreso cada tres años. Además del comité ejecutivo, la asociación cuenta con consejo político propio y diversos comités locales y comarcales. Algunos de los miembros de la asociación tienen también cargos de relevancia en UPN. Tras Sayas entró en 2010 como Presidente Fermín Alonso. 
En 2012 Jóvenes Demócratas de Navarra (JDN) (asociación juvenil del partido Convergencia de Demócratas de Navarra) decide integrarse en Juventudes Navarras tras la disolución del partido político Convergencia de Demócratas de Navarra en 2011.
El 8 de junio de 2013 tuvo lugar su XI Congreso, saliendo como nuevo presidente de la asociación el cirbonero Nacho Igea, y como Secretario General el tudelano Zeus Pérez.
El 16 de julio de 2016 tuvo lugar su XII Congreso, saliendo como nuevo presidente de la asociación el tudelano Zeus Pérez, y como Secretaria General la pamplonesa Cristina Martínez. Les acompañan en la ejecutiva: la tudelana Maria Navarro (Vicepresidenta 1.ª), la cibornera Claudia (Vicepresidenta 2ª), y el cortesino Iñaki Fuertes (Secretario de Organización) y presidente del Comité de Juventudes en Cortes.
El 24 de enero de 2021 tuvo lugar su XIII Congreso, saliendo como nueva presidenta de la asociación la tudelana Laura Casanova, y como Secretario General el pamplonés Andrés Goicoechea. Les acompañan en la ejecutiva: Ion Hernández (Vicepresidente 1º), Gonzalo Fuentes (Vicepresidente 2º) y Nicolás Gutiérrez (Secretario de Organización).